# Castello di Chanteloup
Il castello di Chanteloup (in francese: Château du Chanteloup) fu un castello francese che sorgeva nei pressi di Amboise, nel dipartimento dell'Indre e Loira. Il castello fu edificato per volontà di Marie Anne de La Trémoille, principessa degli Orsini, e fu successivamente ampliato da Étienne François de Choiseul, primo ministro di Luigi XV. Fu spogliato e demolito nel 1823 ad eccezione della Pagoda di Chanteloup, che sorge nel parco, che fu progettata da Louis-Denis Le Camus per conto del duca di Choiseul nel 1775. La Pagoda, insieme al parco di 20 ettari e alla tenuta comprendente il padiglione ovest, il padiglione est, la casa del giardiniere e il padiglione della portineria, è classificata Monumento storico di Francia dal 26 febbraio 1996.

## Storia

### Origini
La tenuta, elevata a feudo nel XVI secolo, fu acquistata nel 1583 da François le Franc, mercante alle dipendenze di Francesco Ercole di Valois, figlio di Enrico II di Francia, che vi eresse un palazzo con una cappella. Claude-Arnoul Poncher, marito di Marie-Madeleine le Franc, nipote di François, vendette nel 1695 la tenuta a Louis le Boultz, Gran maestro per le opere idriche e le foreste della Turenna, Angiò e Maine. Intorno al 1700 Le Boultz fece creare degli ampi giardini e fece costruire altre strutture intorno al palazzo principale.
Louis le Boultz cedette la carica e il feudo di Chanteloup nel 1708 a Jean Bouteroue d'Aubigny, il segretario della principessa degli Orsini nel periodo in cui questa era molto influente alla corte di Filippo V di Spagna, nipote di Luigi XIV. Nel 1711 D'Aubigny incaricò l'architetto Robert de Cotte, che aveva curato anche gli appartamenti della principessa al Real Alcázar di Madrid e alcune parti del Palazzo del Buon Ritiro, di ampliare il palazzo di Chanteloup e trasformarlo in un castello. La principessa, tuttavia, non visse mai al castello, e quando nel 1722 morì lasciò la tenuta in eredità al suo segretario. Robert de Cotte modificò la parte centrale del palazzo e aggiunse due ali a delimitazione del cortile d'onore, ponendo la facciata principale del castello rivolta a sud, verso la Spagna, dove D'Aubigny passava la maggior parte del tempo. Nell'ala ovest, che terminava con una cappella, si apriva un passaggio che metteva in comunicazione il cortile d'onore con le stalle, mentre l'ala est era percorsa da una galleria. La cappella e la galleria erano decorate da dipinti di Henri de Favanne, che aveva lavorato anche all'Hôtel parigino di D'Aubigny.
D'Aubigny fece sistemare anche i giardini a sud del palazzo, arricchendoli con aiuole, vialetti e laghetti artificiali. I giardini alla francese erano inoltre caratterizzati da siepi, bacini artificiali, orti botanici e altri edifici di servizio. Il giardino era racchiuso a sud, est e ovest da un muro, e a nord da un fossato; si estendeva per circa 500 arpenti, cioè 380 ettari. D'Aubigny morì nel castello nel 1732; Louis de Rouvroy de Saint-Simon in quel periodo descrisse il castello come "uno dei luoghi più belli e singolari di tutta la Francia, e il più superbamente arredato".

### Ampliamento
Il marchese di d'Armentières, un discendente di D'Aubigny, vendette la tenuta a Étienne-François de Choiseul, primo ministro di Luigi XV, nel 1761. Questi, caduto in disgrazia nel 1770 per aver scontentato Madame du Barry, la favorita del re, si ritirò al castello di Chanteloup fino alla morte del re, avvenuta nel 1774, e qui ricevette visitatori da tutta Europa, circondato da una vera e propria corte e organizzando sontuosi ricevimenti, arrivando ad assumere il compositore Claude Balbastre. Egli acquistò altri terreni circostanti, portando il parco a raggiungere un'ampiezza di 6000 arpenti (4600 ettari); Choiseul fece realizzare dei lunghi viali che tagliavano la foresta e convergevano nel giardino di fronte al castello, con una lunga fontana su più livelli che discendeva da un grande laghetto a mezzaluna fino a raggiungere il cortile antistante il palazzo. La fontana fu eliminata nel 1775 quando a nord del laghetto fu costruita la pagoda, forse per la difficoltà nell'alimentazione idrica. Grazie a lui Chanteloup diventò una magnifica residenza di campagna, abbellita da splendidi giardini che i contemporanei paragonavano a quelli della Reggia di Versailles.
Il nuovo proprietario fece realizzare dell'architetto Louis-Denis Le Camus un ambizioso progetto, che non venne mai del tutto completato, che includeva una nuova ala con un teatro, altri cortili, stalle e edifici di servizio. I lavori iniziarono nel 1761 e videro la costruzione di due colonnati che, sul modello del Grand Trianon di Versailles, mettevano in comunicazione il corpo centrale del castello con due padiglioni, uno contenente una cappella e l'altro una sorta di bagno termale. I colonnati erano sormontati da una terrazza arricchita da una balaustra con vasi ornamentali. Alla parte centrale dell'edificio fu inoltre aggiunto un portico colonnato che dava sul cortile d'onore, al quale si poteva accedere attraverso un'ampia scalinata, mentre le ali furono allungate con due padiglioni. La parte aggiuntiva dell'ala est conteneva un intero appartamento completo di ingresso, anticamera, salone, salottino, ufficio e guardaroba, che veniva occupato dalla duchessa of Gramont, sorella di Choiseul, quando veniva a fare visita al castello, mentre la parte vecchia era occupata da una galleria e dagli appartamenti del duca e della duchessa Louise-Honorine Crozat, pronipote di Pierre Crozat, da cui aveva ereditato molti dipinti italiani, alcuni dei quali erano esposti nella galleria. L'ala ovest invece conteneva l'appartamento dello chef, un ufficio e una galleria nella parte nuova, e la cucina e la sala da pranzo per la servitù nella parte vecchia. L'architetto spostò inoltre l'ingresso principale del palazzo a nord, verso la strada che conduceva a Parigi; il cancello d'entrata era affiancato da due guardiole, tuttora esistenti, e il cortile antistante il castello era dotato di una vasca con giochi d'acqua e di aiuole con siepi e fiori.

### Declino e distruzione

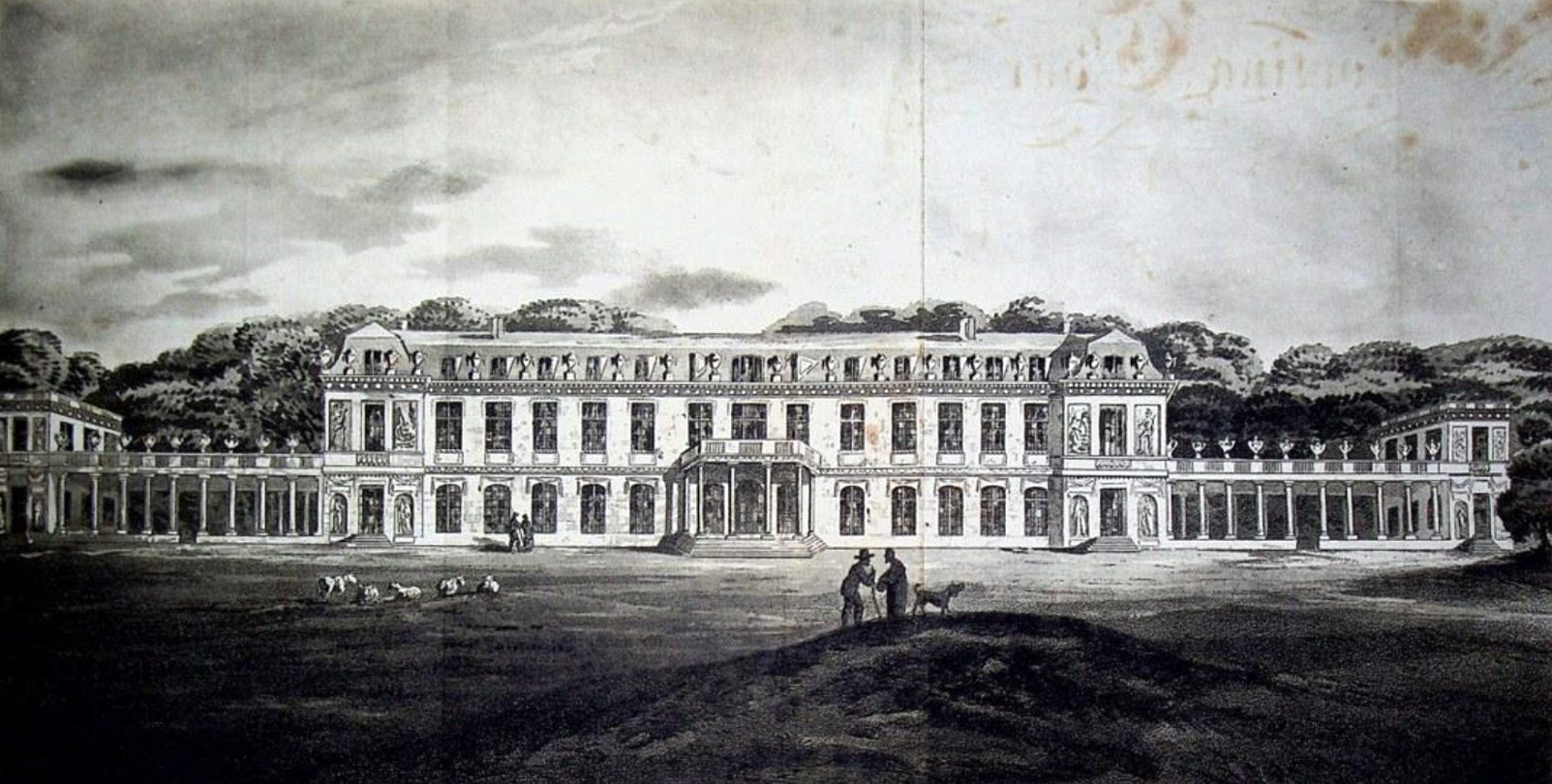
Disegno del 1806 raffigurante la facciata del palazzo con le aggiunte volute da Choiseul

Dopo la morte di Choiseul, avvenuta nel 1785, la vedova cedette la tenuta a Luigi Giovanni Maria di Borbone, duca di Penthièvre, patrigno di Maria Teresa Luisa di Savoia-Carignano, principessa di Lamballe e amica intima della regina Maria Antonietta. Il nuovo proprietario aggiunse dei dipinti di François Boucher alla collezione presente nel palazzo.
Nel 1792 il castello divenne proprietà nazionale, ma in seguito l'amministrazione del distretto di Amboise lo pose sotto sequestro e fece fare un inventario di tutto ciò che era contenuto nella tenuta. I ministri dell'Interno e delle Finanze chiesero che venissero portati a Parigi gli arazzi realizzati dalla Manifattura dei Gobelins. Nel 1794 il castello fu svuotato di quasi tutti i suoi mobili e arredamenti, che furono in parte trasferiti al Museo delle Belle Arti di Tours.
Dopo la Rivoluzione francese il castello fu venduto all'asta nel 1802 a Jean-Antoine Chaptal, ministro dell'Interno di Napoleone. Chaptal promosse un radicale restauro del palazzo, che nel 1808 era "adatto ad accogliere un re"; nonostante ciò egli iniziò ad allevare pecore, distillare brandy e coltivare barbabietole nel parco per la produzione di zucchero. A seguito del fallimento di suo figlio Jean-Baptiste-Marie Chaptal, diede incarico al suo collaboratore di vendere terreni ed edifici; tra il 1823 e il 1829, però, non fu trovato un acquirente, e così il castello venne venduto ad un demolitore appartenente alla Bande noire, associazione di liquidatori di grandi possedimenti che venivano smembrati per venderne i materiali, che agì sotto le direttive del banchiere Barthélemy Prosper Enfantin, principale creditore del figlio di Chaptal.
Il castello fu così completamente distrutto in 8 settimane, ad eccezione della Pagoda, acquistata il 13 marzo 1823 dal duca Luigi Filippo di Francia insieme a 228 ettari di parco; oggi, del palazzo, rimangono solo il padiglione della Portineria e due padiglioni nel piazzale antistante il cancello d'ingresso. Nel 1913, la scrittrice Jehanne d'Orliac acquistò il padiglione noto come "Porta d'oro", uno degli edifici ancora esistenti del castello. Una delle sue amiche, Lucie Delarue-Mardrus, lo descrive come il suo "piccolo castello da sogno". In questo luogo storico Jehanne d'Orliac si interessò al passato del castello e dei suoi famosi occupanti, in particolare il duca di Choiseul. Jehanne d'Orliac morì nel 1974 lasciando in eredità questa proprietà alla città di Amboise e al dipartimento dell'Indre e Loira.

## La Pagoda

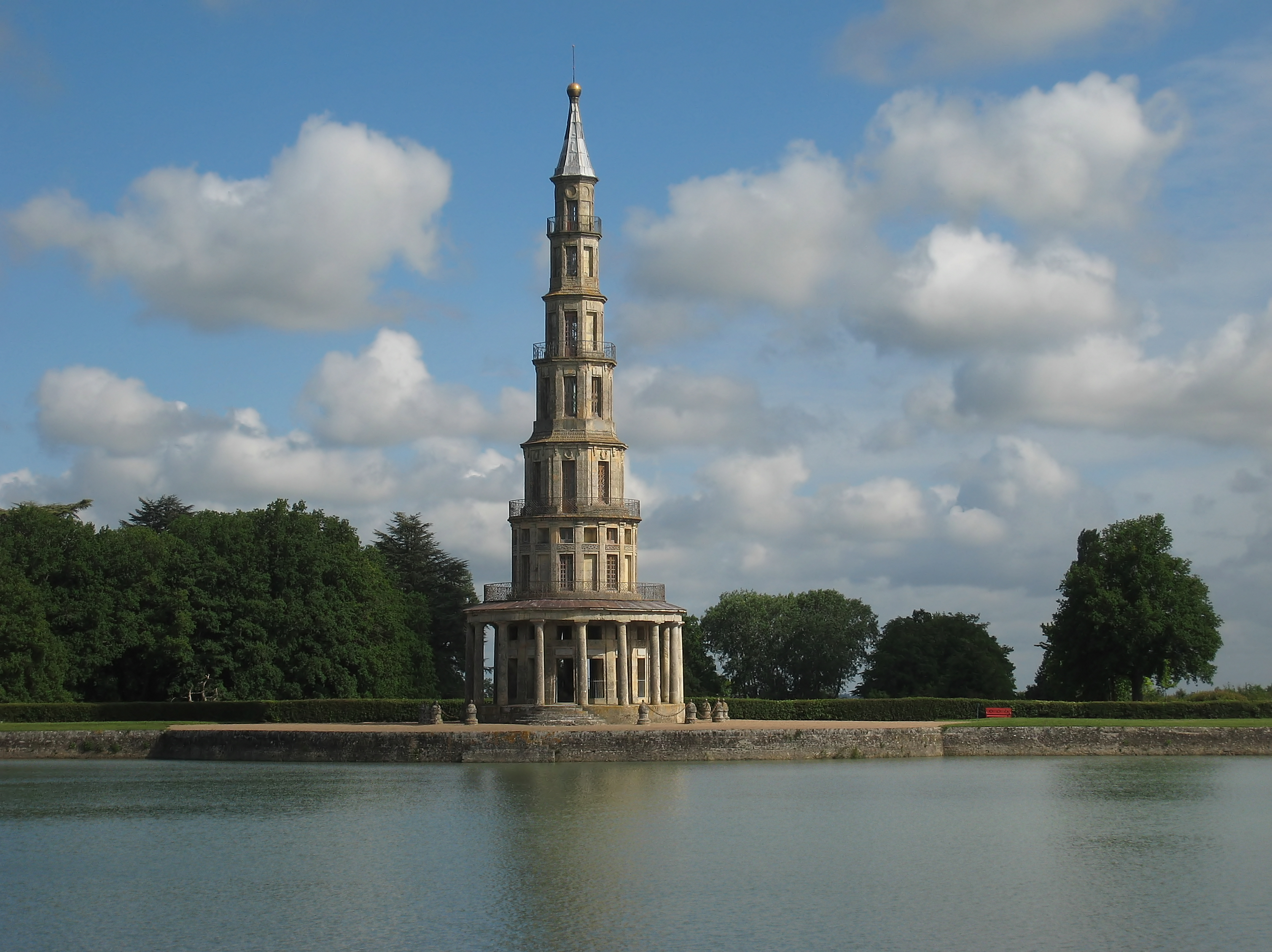
La Pagoda all'esterno

La pagoda di Chanteloup sorge ai margini della foresta di Amboise, sulle rive di un vasto specchio d'acqua semicircolare realizzato intorno al 1770, che un tempo continuava verso sud formando un grande canale, ora scomparso e trasformato in un grande prato erboso. Si trovava a sud del castello, in cima a una collina, nel punto in cui si incontravano sette lunghi viali che attraversavano la foresta.
L'edificio fu costruito tra il 1775 e il 1778 da Le Camus su richiesta del duca di Choiseul come tempio dedicato all'Amicizia e al Riconoscimento agli Amici, in onore di coloro che, sfidando il re, andarono a trovarlo a Chanteloup durante il suo esilio.
La Pagoda e lo specchio d'acqua su cui si affaccia, realizzato grazie alla costruzione di condutture che trasportavano l'acqua per tredici chilometri dall'étang des Jumeaux e che furono smantellate durante la Rivoluzione, rappresentavano l'apice del lavoro di trasformazione dei giardini del castello ed erano lo sfondo delle feste notturne organizzate dal duca.
Al primo piano Choiseul aveva fatto incidere su lastre di marmo bianco i nomi dei suoi amici; queste lastre furono girate contro il muro dal colonnello Thornton nel 1802 e dall'architetto Fontaine, incaricato da Luigi Filippo nel 1823 di esaminare la Pagoda colpita da un fulmine; nel 1935 il proprietario della Pagoda, René-Edouard André, si oppose a un possibile ripristino delle antiche tavole.

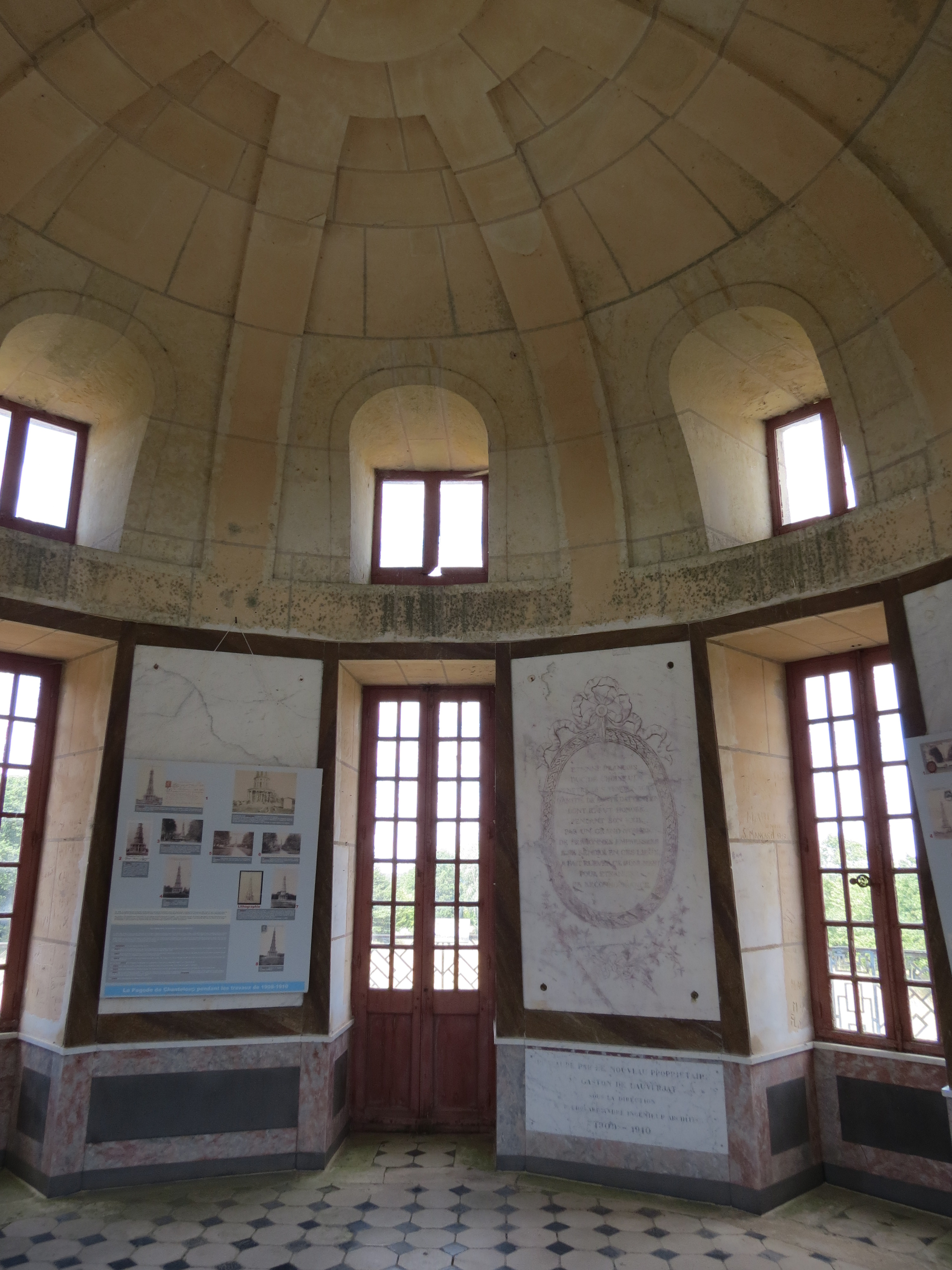
L'interno del primo piano della Pagoda

La pietra utilizzata per costruire la Pagoda proveniva dal castello di La Bourdaisière a Montlouis, di proprietà di Luisa Maria Adelaide di Borbone, figlia del duca di Penthièvre e moglie di Luigi Filippo, parzialmente distrutto per un capriccio di Choiseul.
La forma generale dell'edificio riprende le "Cineserie" di moda nel XVIII secolo, ispirandosi alla pagoda progettata da William Chambers per i Kew Gardens di Londra, mentre il colonnato, i quattro balconi in ferro battuto e tutta la decorazione sono in puro stile Luigi XVI.
La Pagoda si sviluppa su sette piani, arretrati l'uno rispetto all'altro, che si innalzano per 44 metri poggiando su un peristilio circolare con sedici colonne e sedici pilastri. Ogni piano ha una volta a cupola e una scala interna sale fino alla sommità. La geometria segue una precisa simbologia, forse di ispirazione massonica, come spesso avveniva all'epoca: l'edificio è stato costruito alla convergenza di sette viali, ha sette piani, la scala di ingresso ha sette gradini, è sormontata da un globo dorato che simboleggia il Sole e lo specchio d'acqua ai suoi piedi ha la forma di una mezza Luna.
La Pagoda fu restaurata nel 1908-1910 sotto la direzione dell'architetto e ingegnere René Édouard André, figlio del paesaggista Édouard André autore del trattato L'art des Jardins, traité général de la composition des parcs et jardins, del 1879; oggi la tenuta appartiene ai suoi discendenti.
Il Padiglione della Concierge, costruito all'ingresso dell'Esplanade de la Pagode, ospita un piccolo museo in cui sono esposte delle riproduzioni di piante del castello e dei giardini di Chanteloup, oltre a dipinti e ritratti di personaggi illustri legati al castello. I visitatori possono svolgere un tour virtuale del castello e dei giardini all'epoca di Choiseul tramite la visione di un film in 3D.